# Rhampholeon platyceps
Rhampholeon platyceps är en ödleart som beskrevs av  Günther 1893. Rhampholeon platyceps ingår i släktet Rhampholeon och familjen kameleonter.

## Underarter
Arten delas in i följande underarter:
- R. p. platyceps
- R. p. carri